# Dudley A. White
Dudley Allen White (3 de enero de 1901 – 14 de octubre de 1957) fue miembro de la Cámara de Representantes de los Estados Unidos por el estado de Ohio.
Nacido en New London, Ohio, White asistió a las escuelas públicas y se graduó de la Escuela Secundaria de dicha ciudad en 1918. Durante la Primera Guerra Mundial sirvió como soldado raso en la Marina de los Estados Unidos. Al final de la guerra fue contratado en una empresa de caucho en Akron, Ohio, de 1919 a 1920, participando también en el negocio de seguros. Se mudó a Uhrichsville, Ohio, trabajando en el negocio textil entre 1920 y 1921. Regresó a New London, Ohio, y se asoció con una empresa de fabricación de insignias y uniformes entre 1921-1925. Entró en el negocio de los periódicos en Norwalk, Ohio, en 1925, llegando a ser editor y gerente general. Fue como delegado a los Convenios Nacionales Republicanos en 1928 y 1948. Fue asimismo comandante de Estado de la Legión Americana en Ohio entre 1929 y 1930.
White fue elegido como republicano en los 75.º y 72.º congresos (3 de enero de 1937 – 3 de enero de 1941). No se presentó para las reelecciones  en 1940.
Fue llamado al servicio activo en la Armada de los Estados Unidos en 1942 como capitán de corbeta. Fue ascendido a capitán y se desempeñó como director de reclutamiento e inducción hasta 1946. Más tarde fue director del Banco Nacional de Ciudadanos y presidente de una empresa de radiodifusión en Norwalk, Ohio. Fue director ejecutivo de la Comisión del Presidente Eisenhower de Relaciones Intergubernamentales entre 1954 y 1955, siendo  presidente y editor de la Norwalk Reflector-Herald y del Registro de Sandusky en el momento de la muerte.
Murió en Delaware, Ohio, el 14 de octubre de 1957. Fue enterrado en el cementerio de Woodlawn, Norwalk, Ohio.